# 晨 (米开朗基罗)

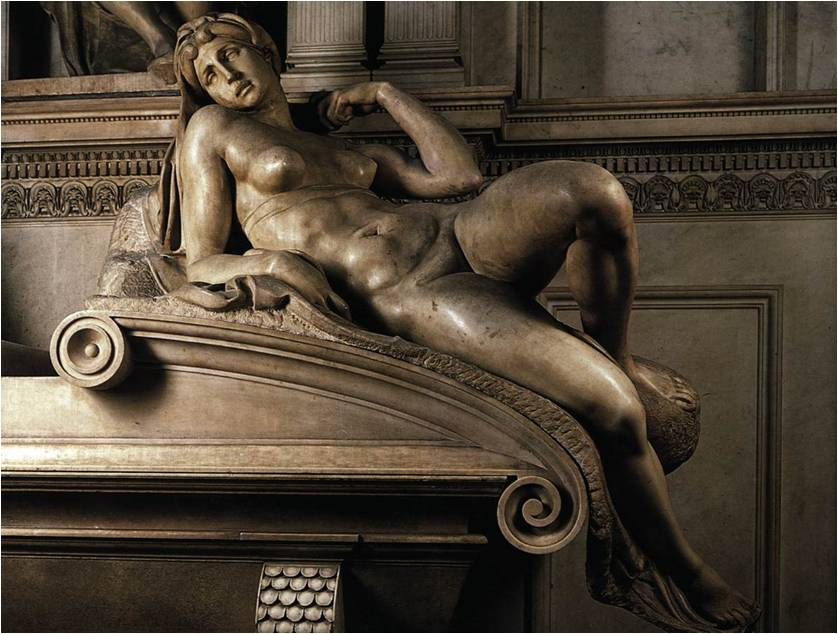

《晨》（意大利语：Aurora，英语：Dawn）是意大利文艺复兴全盛期大师米开朗基罗的一尊大理石雕塑，创作于1524-1534年。这尊雕塑位于意大利中部佛罗伦萨的圣老楞佐圣殿（San Lorenzo）美第奇小圣堂的新祭衣间（Sagrestia Nuova），用于装饰美第奇家族的洛伦佐二世·德·美第奇（1492年－1519年）的陵墓，长6英尺8英寸。它与《昏》构成一对：《晨》位于右侧，是一位年轻的女子；而《昏》位于陵墓左侧，是一位年老的男子。
米开朗基罗的《晨》与《夜》两尊雕塑的姿势，模仿了古代雕塑《沉睡的阿里阿德涅》。而这尊雕塑又影响了本韦努托·切利尼的《枫丹白露的狄安娜》（Diana of Fontainebleau）。